# Calliaspis cerdai
Calliaspis cerdai es una especie de  coleóptero de la familia Chrysomelidae.
Fue descrita científicamente por primera vez en 2003 por Borowiec.